# جارالله المری
جارالله المری (انگلیسی: Jaralla Al-Marri؛ زادهٔ ۳ آوریل ۱۹۸۸) یک بازیکن فوتبال اهل قطر است.

## باشگاهی
از باشگاه‌هایی که در آن بازی کرده‌است می‌توان به الریان، الخریطیات، و الخریطیات، اشاره کرد.

## تیم ملی
وی همچنین در تیم ملی فوتبال قطر بازی کرده‌است.